# Gaudiempré
Gaudiempré település Franciaországban, Pas-de-Calais megyében. Lakosainak száma 213 fő (2022. január 1.). Gaudiempré Saulty, Pas-en-Artois, Saint-Amand, Warlincourt-lès-Pas, Hénu és La Herlière községekkel határos.

## Népesség
A település népességének változása:
| Lakosok száma | 194  | 197  | 198  | 199  | 198  | 203  | 210  | 212  | 213  |
|               | 2013 | 2015 | 2016 | 2017 | 2018 | 2019 | 2020 | 2021 | 2022 |